# Huevo del pavo real
El huevo del pavo real es un huevo de Pascua de oro y cristal de roca fabricado por Dorofeiev bajo la supervisión del joyero ruso Peter Carl Fabergé en 1908. Fue hecho para Nicolás II de Rusia, quien le regaló el huevo de Fabergé a su madre, la emperatriz viuda María Feodorovna, en 1908.
Este huevo transparente está compuesto de cristal de roca bordeado de plata dorada, y es sostenido por un lujoso soporte de estilo rococó de plata dorada. La genialidad del huevo residía en su sorpresa. El huevo se mantiene unido por un broche en la parte superior y, cuando se abre, se divide en dos mitades, cada una con una montura de estilo rococó y grabado una mitad con el monograma de la emperatriz viuda y la otra con la fecha "1908".

## Sorpresa
Dentro del huevo se encuentra un pequeño pavo real mecánico de oro esmaltado, en las ramas de un árbol de oro grabado con flores hechas de esmalte y piedras preciosas. Mide 110 milímetros y se puede sacar del árbol y enrollarlo. Colocado sobre una superficie plana, se pavonea moviendo la cabeza y desplegando y cerrando su cola de esmalte.
Dorofeiev, el maestro de obras de Fabergé, supuestamente trabajó en el pavo real y sus prototipos durante tres años.

## Historia

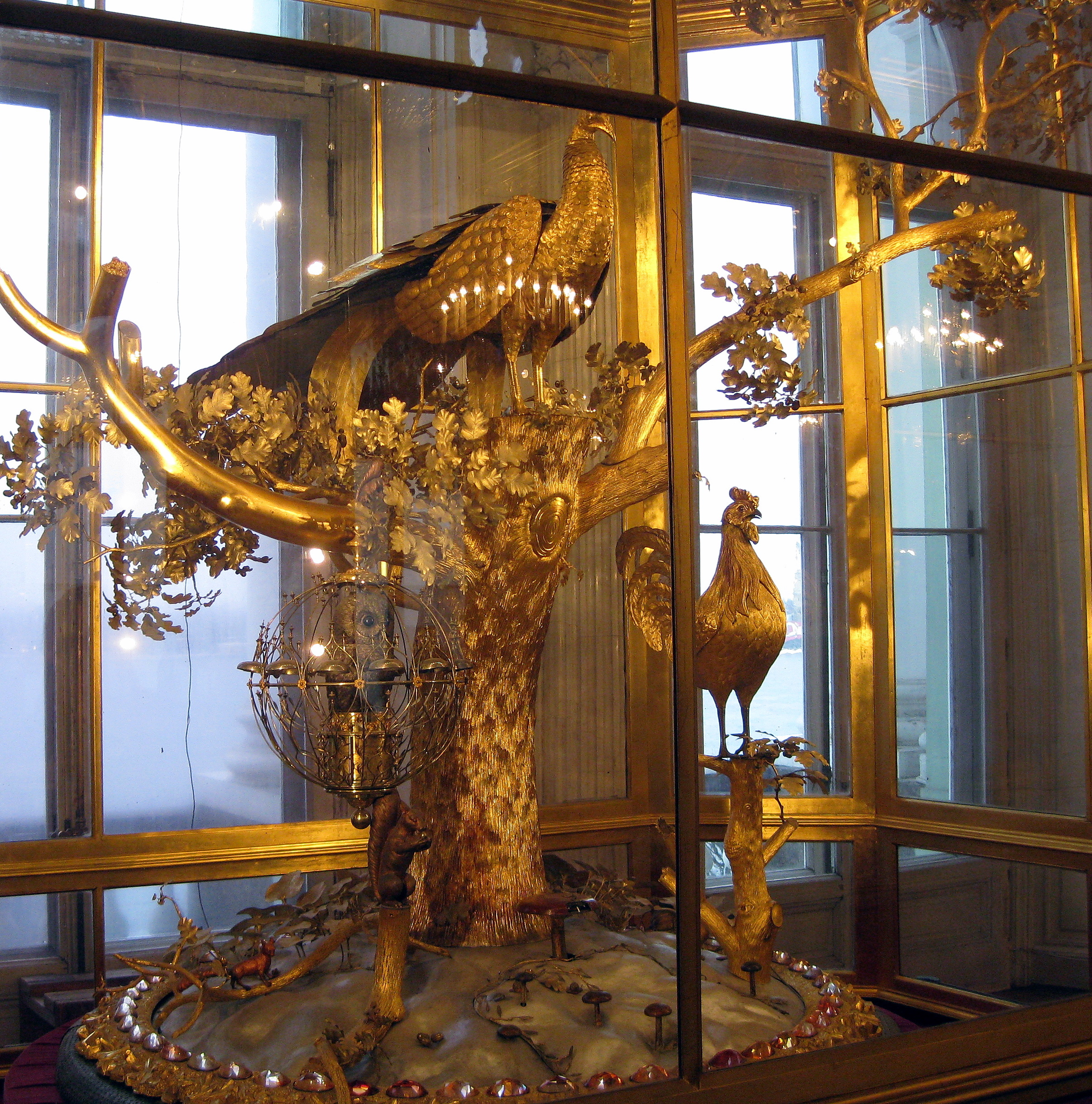
El reloj del pavo real.

Se inspiró en el reloj de pavo real del siglo XVIII fabricado por James Cox. El reloj fue un regalo de Grigori Potemkin a Catalina la Grande. Este reloj se encontraba en el Palacio de Invierno de San Petersburgo, Rusia, que ahora es el Museo del Hermitage.
En 1927, el huevo del pavo real fue vendido con otros nueve huevos imperiales por el Antikvariat a Emanuel Snowman de Wartski en Londres. Comprado por el Sr. Hirst en 1935, fue vendido al Dr. Maurice Sandoz de Suiza en 1949 y donado en 1955 a su Fundación Edouard et Maurice Sandoz en Lausana, Suiza. Desde su compra por Sandoz, sólo se ha visto públicamente en seis ocasiones, la última en 2009.